# Jüdischer Friedhof (Lovasberény)

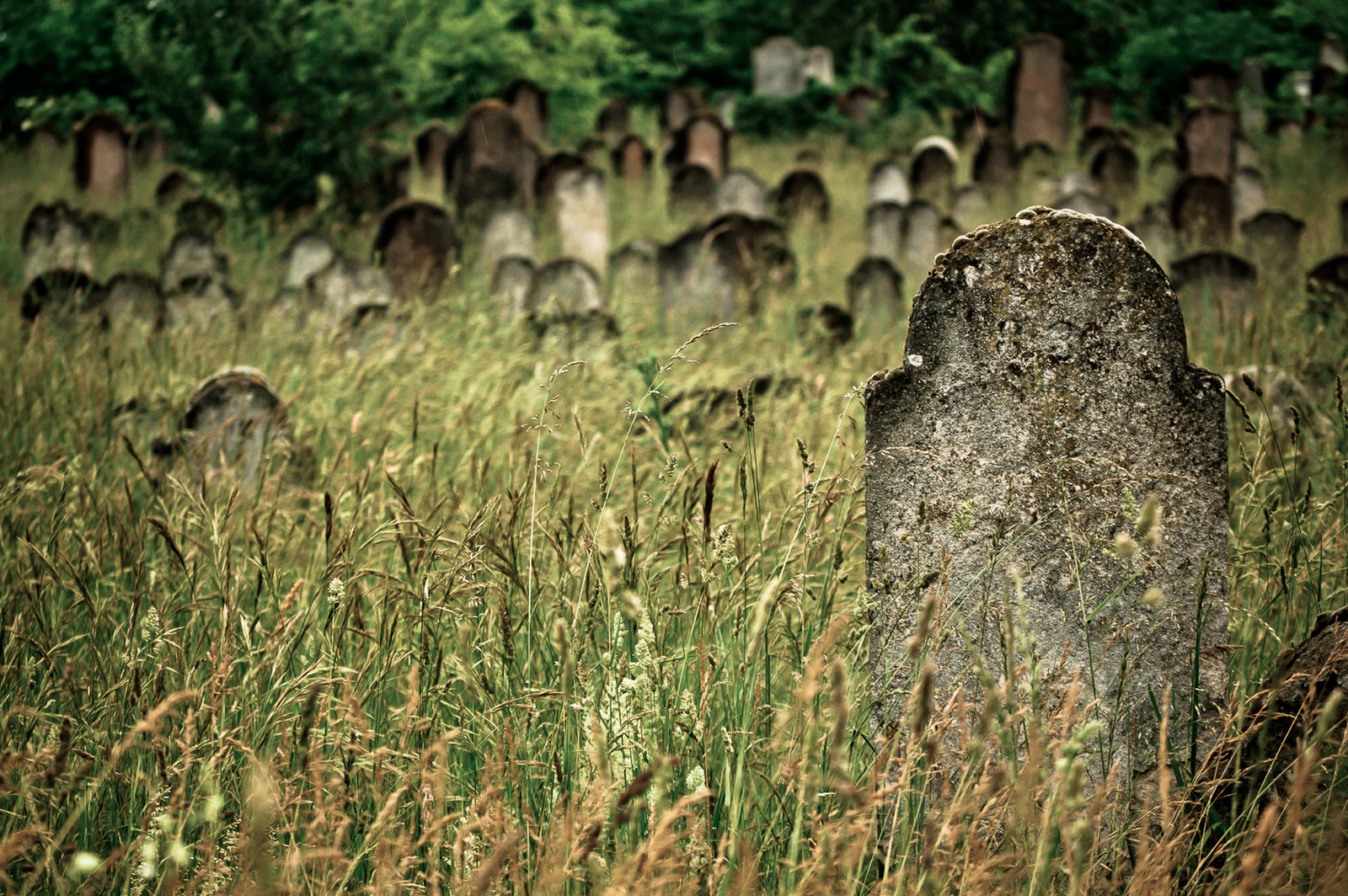
Jüdischer Friedhof in Lovasberény

Der Jüdische Friedhof Lovasberény ist ein jüdischer Friedhof in Lovasberény, einer Gemeinde im Kreis Székesfehérvár im Komitat Fejér in Ungarn.